# Ассинибойны
Ассинибо́йны, «каменные сиу», на языке оджибве: Asiniibwaan, на языке кри Asinipwat — индейцы из группы народов сиу, обитающие в США и Канаде.
Название племени, происходящее из языков соседних племён алгонкинской группы, происходит от их обычая варить еду, бросая в ёмкость с водой раскалённый на огне камень.

## История
Изначально ассинибойны обитали на севере Великих равнин с центром на территории современной канадской провинции Саскачеван; также населяли часть будущей провинции Альберта, юго-запад Манитобы, север штата Монтана и запад штата Северная Дакота. Были широко известны среди белых поселенцев в конце XVIII и начале XIX веков. Изображения ассинибойнов писали такие известные художники, как Карл Бодмер и Джордж Кетлин. Ассинибойны во многом похожи на народ лакота — обычаями, языком и культурными традициями. Антропологи включают ассинибойнов в подгруппу накода сиуанских народов.
Предполагается, что ассинибойны откололись от племени янктонай-накота в XVI веке. Они тесно связаны по происхождению и языку с племенем стони, ныне обитающим в провинции Альберта.
Ассинибойны были союзниками и торговыми партнёрами алгонкинских народов равнинных кри и равнинных оджибве, вместе с ними воевали против гровантров, черноногих, сиу, сарси, кроу, не-персе и других. Ассинибойны привыкли к жизни на равнинах, поэтому они не продвигались на север далее реки Северный Саскачеван, и закупали товары у Компании Гудзонова залива через посредников из племени кри.
Ассинибойны вели полукочевой образ жизни, следовали за стадами бизонов в тёплое время года, а также торговали с белыми. Со временем образовался союз ассинибойнов с племенами манданов, хидатса и арикара.
В 1836 году (или в 1840-м) потеряли более 75% населения в результате эпидемии оспы.
В 1885 году ассинибойны Канады вместе с кри присоединились к восстанию метисов, руководимому Луи Риэлем и Габриэлем Дюмоном, но потерпели поражение.
В настоящее время значительная часть ассинибойнов вместе с представителями других сиуанских народов обитают в резервации Форт-Пек на северо-востоке штата Монтана, а также вместе со своими прежними врагами гровантрами в резервации Форт-Белнап в северно-центральной части Монтаны.
Два эсминца ВМС Канады носили название «Ассинибойн».

## Галерея изображений
- Вождь ассинибойнов Mah-Min, или Перо. Худ. Пол Кейн
- Традиционные жилища ассинибойнов (типи).
- Могилы ассинибойнов на деревьях
- Ассинибойны в Монтане, 1890-1891.